# Kavaja
Kavaja (Cavaia) este un oraș din Albania.

## Personalități născute aici
- Kristina Koljaka (1915 – 2005), sculptoriță
- Altin Rraklli (n. 1970), fotbalist, antrenor
- Andi Lila (n. 1986), fotbalist;
- Sokol Cikalleshi (n. 1990), fotbalist.